# Fania Marinoff
Fanja Moricovna Marinova (in russo Фаня Морисовна Маринова, in yiddish פאַניאַ מאַרינאָוו; Odessa, 20 marzo 1890 – Englewood, 17 novembre 1971), nota come Fania Marinoff, fu un'attrice statunitense d'origine russa.
Era sposata con lo scrittore e fotografo Carl Van Vechten.

## Biografia
Nata ad Odessa quando l'Ucraina faceva parte dell'Impero russo, Fania Marinoff era la figlia più piccola di tredici fratelli.

## Filmografia
- One of Our Girls, regia di Thomas N. Heffron (1914)
- The Lure of Mammon, regia di Kenean Buel (1915)
- A Ringer for Max (1915)
- The Unsuspected Isles, regia di William F. Haddock (1915)
- The Money Master, regia di George Fitzmaurice (1915)
- The Galloper, regia di Donald MacKenzie (1915)
- Nedra, regia di Edward José (1915)
- McTeague, regia di Barry O'Neil (1916)
- New York, regia di George Fitzmaurice (1916)
- The Rise of Jenny Cushing, regia di Maurice Tourneur (1917)